# بياتريز كولومينا
بياتريز كولومينا (مواليد 1952) هي مؤرخة معمارية ومنظرة وقيمة. هي المدير المؤسس لبرنامج الإعلام والحداثة في جامعة برينستون،  أستاذ هوارد كروسبي بتلر لتاريخ العمارة ومدير الدراسات العليا (برنامج الدكتوراه) في كلية الهندسة المعمارية.

## النشأة والتعليم
كولومينا من فالنسيا وبدأت دراساتها الأولية للهندسة المعمارية في جامعة فالنسيا التقنية. لكنها انتقلت لاحقًا إلى مدرسة برشلونة التقنية العليا للهندسة المعمارية، جامعة البوليتكنيك في كاتالونيا، لإكمال تعليمها. هنا، تمت رعاية اهتماماتها في التاريخ والنظرية والعمران تحت إشراف مجموعة من المعلمين من بينهم جوزيب كويتجلاس وإيجناسي دي سولا موراليس. حتى عندما كانت طالبة، بدأت العمل في قسم التاريخ والنظرية والعمران بترجمة اثنين من كتابات تفوري مع صديق إيطالي. بعد فترة وجيزة من تخرجها، تم تعيينها من قبل قسم العمران. أدى معرفتها بريتشارد سينيت إلى الحصول على زمالة في معهد نيويورك للعلوم الإنسانية وانتقلت إلى الولايات المتحدة في عام 1981. كان للأشخاص الذين قابلتهم في هذا المعهد متعدد التخصصات، مثل كارل شورسك، وسوزان سونتاغ، وولفجانج شيفلبوش تأثير كبير في عملها اللاحق.

## حياة مهنية
قامت كولومينا ببناء حياة مهنية متعددة الأوجه من خلال العمل على نطاق واسع في إطار منتديات الأوساط الأكاديمية والنشر والمعارض.

### الأكاديميا
بدأت التدريس في سن 23، في برشلونة فور تخرجها. بعد استراحة قصيرة، خدمت خلالها الزمالة في معهد نيويورك للعلوم الإنسانية، استمرت مسيرتها التدريسية عندما انتقلت إلى جامعة كولومبيا في عام 1982.  انتقلت لاحقًا إلى جامعة برينستون عام 1988 وتواصل التدريس هناك.
إلى جانب دورها كأستاذة جامعية، ألقت محاضرات مكثفة. ألقت محاضرات في متحف الفن الحديث في مدينة نيويورك، المعهد المعماري الياباني، غوغنهايم في نيويورك، مركز الفن المعاصر والعمارة في ستوكهولم، مؤسسة DIA للفنون في نيويورك، تيت بريطانيا في لندن، جامعة هارفارد، جامعة ييل، جامعة كولومبيا، ETH في زيورخ، جامعة دلفت، جامعة باوهاوس في فايمار، جامعة الشرق الأوسط التقنية في أنقرة، الجامعة اللبنانية الأمريكية، جامعة بيروت، وجامعة سيول. تعمل في المجلس الاستشاري للعديد من المؤسسات.
حصلت على جائزة آدا لويز هاكستابل لعام 2020.

### الجوائز
- 2020 جائزة آدا لويز هاكستابل
- 2007 زمالة ميلون للمركز الكندي للعمارة
- 2005 جائزة رئيس جامعة برينستون للتدريس المتميز
- 1995-1996 زمالة صمويل إتش كريس العليا في CASVA
- 1987 منحة مؤسسة جراهام
- مؤسسة سوم
- مؤسسة لو كوربوزييه
- الأكاديمية الأمريكية في برلين ومركز جيتي في لوس أنجلوس [10]

### نشر
كتبت كولومينا عن الهندسة المعمارية ومؤسسات التمثيل الحديثة، لا سيما وسائل الإعلام المطبوعة والتصوير الفوتوغرافي والإعلان والأفلام والتلفزيون.  حازت كتبها على جوائز تقدير بما في ذلك جائزة الكتاب الدولية من المعهد الأمريكي للمهندسين المعماريين للجنس والفضاء (1993) والخصوصية والدعاية (1995). 
بعض مساهماتها المبكرة في منشورات أخرى تشمل جنس العمارة (أبرامز، 1996)، دان غراهام (2001)، فيليب جونسون: ثبات التغيير (2009)، هوتهاوس الحرب الباردة (2004)، راومبلان مقابل خطة ليبر: أدولف لوس ولو كوربوزييه (1988). قامت بتأليف العديد من المقالات وكانت عضوًا في هيئة تحرير دوريات مثل تجميع ودايدالوس وغرفة رمادية.

### المعارض
نظمت كولومينا، غالبًا بالتعاون مع طلابها، عددًا من المعارض الدولية. 

#### معرض (2006)
معرض أنشأته كولومينا باعتباره استفزازًا في حد ذاته واستكشافًا للعلاقة بين العمارة والإعلام. إنها نتيجة العمل البحثي الذي تم إجراؤه مع طلابها في جامعة برينستون حول «المجلات الصغيرة في الستينيات والسبعينيات من القرن الماضي». أقيم هذا المعرض في الأصل في الواجهة بنيويورك للفنون والعمارة في عام 2006. سافر منذ ذلك الحين إلى العديد من المواقع في جميع أنحاء العالم، بما في ذلك المركز الكندي للهندسة المعمارية في مونتريال في عام 2007 ؛ جمعية الهندسة المعمارية في لندن عام 2008 ؛ والمركز الثقافي لأمانة عمان الكبرى في سانتياغو دي تشيلي عام 2013.

#### العمارة بلاي بوي: 1953-1979 (2012)
أظهر المعرض كيف ساعدت مجالات الهندسة المعمارية والتصميم في تشكيل خيال البلاي بوي وكيف ساعدت مجلة بلاي بوي في نشر أفكار معمارية جديدة وجذرية. تم عرضه في هولندا في مكتب أوروبا (ماستريخت) في عام 2012 وفي متحف إلمهيرست للفنون، إلمهيرست، إلينوي في عام 2016.

#### أصول التدريس الراديكالية: إعادة بناء التعليم المعماري (2014)
المعرض هو نتيجة مشروع بحث تعاوني مستمر مع طلاب الدكتوراه في جامعة برينستون. يركز البحث على البرامج التعليمية المعمارية والمدارس التي ظهرت بعد الحرب وكانت مرتبطة بقوة بالتغيرات الاجتماعية في ذلك الوقت. تم عرضه لأول مرة في قسم مونديتاليا في بينالي البندقية 2014 وتم عرضه في عدة مواقع منذ ذلك الحين.

#### الوصاية
كانت كولومينا هي المنسقة الرئيسية لمعرض «برعاية فيينا: قرن السرير في فيينا» في عام 2014 وكان المنسق المشارك لبينالي إسطنبول الثالث للتصميم (2016) حول موضوع «هل نحن بشر؟» تصميم الأنواع. عرضت تركيبًا في البينالي الافتتاحي للعمارة والعمران في سيول في عام 2017.

## الحياة الشخصية
بياتريز كولومينا متزوجة من المهندس المعماري والمؤلف النيوزيلندي مارك ويغلي، الذي تعاون معها في عدة مناسبات.

## روابط خارجية

### الصفحات الرسمية
- https://soa.princeton.edu/content/beatriz-colomina
- https://mitpress.mit.edu/contributors/beatriz-colomina

### المقالات المنشورة
- كولومينا، ب. (1999). اقتران. إعادة الترتيب، احتفال سميثسون، OASE، (51)، 20–33.
- «سرير 24/7». العمل والجسد والترفيه. 2018-04-03.

### محاضرات
- ماراثون العمل 2018، معرض سربنتين، 2019.
- Broadcasting Yourself - Social Media Urbanism مع استجابة من Kieran Long، ArkDes، 2018.
- الحياة السرية للعمارة الحديثة أو لسنا بحاجة إلى بطل آخر، Harvard GSD، 2018.
- نحو علم أصول التدريس الراديكالي، جامعة إدنبرة، 2017.
- العمارة كوسائل إعلام، متحف فيترا للتصميم، 2016.
- الخصوصية والدعاية، AA School of Architecture، 2015.
- أصول التربية الراديكالية، معهد ستريلكا، 2014.
- التعرض المزدوج: الهندسة المعمارية كآلة يمكن رؤيتها، AA School of Architecture، 2012.

### المقابلات
- https://www.architectmagazine.com/design/playboy-magazine-and-the-architecture-of-seduction_o
- https://www.youtube.com/watch؟v=DgTjGJ64xco
- https://frieze.com/article/x-ray-architecture
- https://www.youtube.com/watch؟v=PVydYMz5H7s